# Fatoumata Diabaté Pembé
Fatoumata Diabaté Pembé, née le 11 novembre 2000, est une karatéka congolaise (RC).

## Carrière
Elle obtient la médaille de bronze en kumite individuel des moins de 50 kg ainsi que la médaille d'argent en kumite par équipes lors des Jeux africains de 2019 à Rabat, et la médaille de bronze en kumite par équipes lors des Championnats d'Afrique de karaté 2020 à Tanger. Aux Championnats d'Afrique de karaté 2021 au Caire, elle est médaillée de bronze en kumite individuel des moins de 50 kg ainsi qu'en kumite par équipes.